# 大久保英雄
大久保 英雄（おおくぼ ひでお、1933年 - ）は、日本の医学者。九州大学医学部第一内科元准教授。医学博士（1967年、同大学にて取得）。専門は内科、消化器病、糖尿病、肝臓病。

## 経歴
福岡県小倉市（現・北九州市）生まれ。福岡県立小倉高等学校を卒業。九州大学医学部を卒業。
同大学第一内科に入局し、1967年、同大学にて医学博士を取得。同年から同大学第一内科講師、1978年から1985年まで同大学同科助教授を歴任。その間、1969年アメリカのオクラホマ大学に留学。公益社団法人日本糖尿病協会員。1992年から1999年まで北九州市立医療センター総括副院長。新栄会病院南ヶ丘病院最高顧問、北九州市保健福祉局嘱託医（2009-2019）、公益社団法人日本糖尿病協会療養指導医である。

## 研究・論文
- 大久保英雄 ほか、「胸壁に穿通した肝膿瘍の1治験例」『診断と治療』 1971年7月 59巻 7号 p.1293-1296, 1971-07, NAID 40017928815, 診断と治療社
- 大久保英雄 ほか、「先天代謝異常 (<新版>検査計画法(特集) 先天性疾患) 」『綜合臨床』 21(7), 1894-1899, 1972-06, NAID 40017997255, 永井書店
- 大久保英雄 ほか、「巨細胞性核内封入体症を合併した白血性細網肉腫症の1例」『内科』30(6), 1149-1153, 1972-12, NAID 40018169459, 南江堂
- 大久保英雄 ほか、「多彩な臨床症状を呈し診断困離であったHodgkin病の1例」『日本臨床』 31(2), 432-440, 1973-02, NAID 40018374190, 日本臨床社
- 大久保英雄, 花田基典, 加藤光義、「一過性に尿崩症をきたした肝硬変症の1例」『診断と治療』 1975年 63巻 1号 p.159-164, NAID 40001913637, 診断と治療社
- 大久保英雄、「急性相反応蛋白 (血漿蛋白異常症<特集>)」『臨床病理 臨時増刊特集』 (42), p38-48, 1980-09, NAID 40003796260, 臨床病理刊行会
- 工藤二郎, 自見庄三郎, 大久保英雄, 柳瀬敏幸, 迫良治、「IgA単独欠損症に全身性エリテマトーデスが発症した1例」 『日本内科学会雑誌』 1981年 70巻 5号 p.740-745, doi:10.2169/naika.70.740, 日本内科学会
- 大久保英雄, 井上孝利, 梅井利彦, 石橋大海, 奥村雄三、「多発性骨髄腫における免疫グロブリン低下機序に関する一考察」 『日本臨床免疫学会会誌」 1984年 7巻 2号 p.111-117, doi:10.2177/jsci.7.111, 日本臨床免疫学会
- 井上孝利, 大久保英雄, 桶田俊光 ほか、「B cell, helper T cell, suppressor T cellの機能異常が証明されたcommon variable hypogammaglobulinemia」 『日本臨床免疫学会会誌』 1983年 6巻 6号 p.505-511, doi:10.2177/jsci.6.505, 日本臨床免疫学会
- 岩瀬正典, 平田泰彦, 石橋大海, 林田一洋 ほか、「正常色調の肝臓を有し,胆汁酸の再上昇現象を呈した慢性肝炎合併Dubin-Johnson症候群の1例」 『肝臓』 1984年 25巻 8 号 p.1053-1060, doi:10.2957/kanzo.25.1053, 日本肝臓学会
- 中村稔, 土屋喜裕, 大島道雄, 大久保英雄 ほか、「Procainamideおよびquinidineの長期投与後に発症したSLE様症候群の1例」 『日本臨床免疫学会会誌』 1991年 14巻 2号 p.186-194, doi:10.2177/jsci.14.186, 日本臨床免疫学会
- 中村稔, 木下勝, 土屋喜裕, 野中久代 ほか、「糞線虫過剰感染症候群を合併した全身性皮膚硬化症(PSS)と多発性筋炎(PM)のoverlap症候群の1例」 『日本臨床免疫学会会誌』 1993年 16巻 5号 p.388-396, doi:10.2177/jsci.16.388, 日本臨床免疫学会